# Pałac w Większycach
Pałac Większyce – zabytkowy pałac w Większycach, w województwie opolskim.
Od 1852 posiadłość była własnością Maksa Heimanna, który założył tu park krajobrazowy i wzniósł w 1871 neogotycki pałac. W 1912 dobra przeszły w ręce Emila Pyrkoscha, który przed II wojną światową przekazał go na cele społeczne. W trakcie wojny mieścił się tu szpital wojskowy, a później Uniwersytet Ludowy. Od 2003 r. pałac jest własnością prywatną, mieści się tu restauracja.